# Ernest William Lyons Holt
Pour les articles homonymes, voir Holt.
Ernest William Lyons Holt est un biologiste marin et un ichtyologiste britannique, né le 17 octobre 1864 à Londres et mort le 10 juin 1922 dans cette même ville.
Ses travaux scientifiques contribuent à la fondation de la gestion de la pêche et, avec William Spotswood Green (1847-1919), il influence durablement les débuts des pêcheries irlandaises.

## Biographie
Il fait ses études au collège d'Eton où il gagne un prix en biologie. Après l’école, il s’engage dans l’armée britannique et entre à l’Académie royale militaire de Sandhurst. Après ses années de formation, il est versé dans l’infanterie légère du duc de Cornouailles. Il participe à la campagne du Nil (1884-1887) puis à la troisième guerre birmane (1886-1887). Durant cette campagne, il tombe malade et est renvoyé chez lui comme invalide.
Revenu à la vie civile, Holt commence à étudier la zoologie à l’université de St Andrews en 1888. Deux ans plus tard, il participe comme assistant-naturaliste à une étude sur les pêches sur la côte ouest de l’Irlande, organisée par la Royal Society de Dublin. Cette expédition est conduite par William Spotswood Green, avec qui il travaillera l’essentiel de sa vie. Cette recherche établit la réputation de Holt comme ichtyologiste : il publie non seulement plusieurs articles sur les œufs et les premiers stades de croissance des poissons mais rédige aussi le compte rendu de l’expédition. À la suite des travaux de Green et de Holt, en 1892, le gouvernement lance un programme de recherche sur les pêches sous la direction du Congested Districts Board for Ireland. Green devient inspecteur en chef des pêches, tandis que Holt est conseiller scientifique bien qu’il quitte l’Irlande durant quelques années.
Holt rejoint la Marine Biological Association (MBA) et travaille jusqu’en 1894 à Grimsby, où il reçoit la direction d’une nouvelle station de recherche sur la mer du Nord. Après un bref séjour à la station de zoologie d’Endoume à Marseille, il travaille trois ans au laboratoire de biologie marine de Plymouth. Néanmoins, E.W.L. Holt demeure attaché à l’Irlande. En 1895, il achète pour la Société royale de Dublin une brigantine démâtée, le Saturn, et l’équipe pour le transformer en station de recherche en biologie marine. En 1899, il revient en Irlande pour prendre la direction du Saturn et de quatre petits navires utilisés pour les récoltes d’échantillons. Le laboratoire flottant est stationné dans le district du Connemara, dans le comté de Galway. Il passe l’hiver à Ballinakill (en) et est remorqué à Inishbofin durant les mois d’été. En 1900, le Saturn est transféré au nouveau département de l’Agriculture et de la Formation technique pour l’Irlande. Green devient inspecteur en chef de sa branche des pêches, Holt est le premier conseiller scientifique puis, en 1908, inspecteur des pêches. Ils sont rejoints par d’autres jeunes biologistes comme Rowland Southern (en) et George Philip Farran.
Avec le vaisseau du département de recherche et de protection des pêches, l’Helga, il continue ses recherches sur les côtes ouest de l’Irlande. En 1908, ce navire est remplacé par un bâtiment plus récent, l’Helga II, qui avait été construit selon les recommandations de Green et de Holt. Sous la direction de Holt, ce nouveau vaisseau participe à des recherches sur l’île Clare de 1909 à 1911. Une fois celles-ci achevées, le navire retourne à ses recherches habituelles sur les pêches sous la direction de Holt.
Lorsque Green se retire en 1914, Holt lui succède au poste d’inspecteur en chef. Il doit interrompre ses recherches scientifiques lorsqu’éclate la Première Guerre mondiale : sa charge de travail administratif ne lui permet plus de disposer d’assez de temps pour ses activités scientifiques. Après la guerre, les changements politiques en Irlande et l'altération de sa santé l’empêchent de reprendre ses recherches. En mai 1922, il devient sérieusement malade et il doit quitter Dublin pour Londres. Il y meurt le 10 juin du mal de Bright (une glomérulonéphrite). En 1949, la Marine Biological Association nomme de son nom un vaisseau de recherche.

## Pour en savoir plus
- J. D. M. Gordon, « The Rockall Trough, Northeast Atlantic: the Cradle of Deep-sea Biological Oceanography that is Now Being Subjected to Unsustainable Fishing Activity », J. Northw. Atl. Fish. Sci., vol. 31, 2003, p. 57-83.
- Encyclopedia Britannica de 1911, article "Fisheries", dans lequel E. W. L. Holt est mentionné plusieurs fois.

## Source
- (en) Cet article est partiellement ou en totalité issu de l’article de Wikipédia en anglais intitulé « Ernest William Lyons Holt » (voir la liste des auteurs) (version de 29 décembre 2006).